# Zacharias Chaliabalias
Zacharias Chaliabalias (Thessaloniki, 8 maart 1946 - Thessaloniki, 22 juli 2020) was een Grieks voetballer die als verdediger speelde bij Iraklis FC.
Chaliabalias werd geboren in Thessaloniki en hij begon zijn carrière bij Iraklis in 1964. Hij speelt tot met 1975 en toen werd hij uit club gegooid nadat hij had toegegeven aan een poging tot omkoping door Panathinaikos-functionarissen. Chaliabalias maakt zijn debuut voor Griekenland in een vriendschappelijke wedstrijd tegen Egypte op 21 november 1968, een wedstrijd die Griekenland met 4-1 won. In totaal won hij 3 caps voor Griekenland